# 舍曼代塞
舍曼代塞（法語：Chemin-d'Aisey，法語發音：[ʃəmɛ̃ dɛzɛ]，意为“艾塞的路”）是法国科多尔省的一个市镇，属于蒙巴尔区。

## 地理
舍曼代塞（47°44'28"N, 4°33'53"E）面积8.51 平方千米，位于法国勃艮第-弗朗什-孔泰大區科多尔省，该省份为法国中东部省份，北起奥布省，西接涅夫勒省和约讷省，南至索恩-卢瓦尔省，东南接汝拉省，东临上索恩省，东北部与上马恩省接壤。
与舍曼代塞接壤的市镇（或旧市镇、城区）包括：塞纳河畔艾塞、瑟蒙、维莱讷昂迪埃穆瓦、布雷米尔和沃鲁瓦、库尔米耶勒塞克。

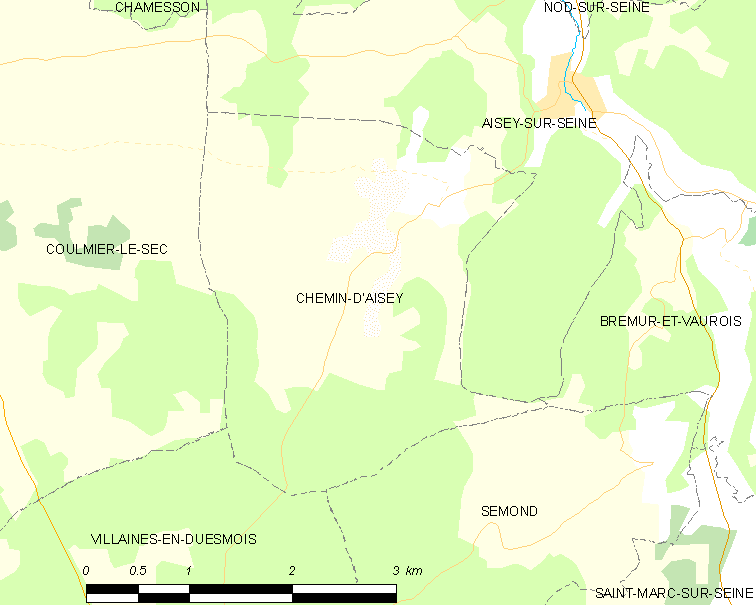
舍曼代塞的OSM定位图

舍曼代塞的时区为UTC+01:00、UTC+02:00（夏令时）。

## 行政
舍曼代塞的邮政编码为21400，INSEE市镇编码为21165。

## 政治
舍曼代塞所属的省级选区为塞纳河畔沙蒂永县。

## 人口

1962-2008年间舍曼代塞人口变化图示

舍曼代塞于2022年1月1日时的人口数量为63人。